# معجزه ازدواج
معجزه ازدواج نام سریال ایرانی به کارگردانی علیرضا خمسه، تهیه‌کنندگی محمد صدری و محصول سال ۱۳۷۹ است. اولین قسمت این سریال ۱۳ قسمتی برای اولین بار نوروز ۱۳۸۰ از شبکه دو صدا و سیمای ایران پخش شد.

## خلاصه داستان
این سریال داستان ازدواج دختری که پنج خواهر بزرگتر از خود دارد و تعمیرکار سیاری که عاشق آن دختر می‌شود را روایت می‌کند.
داستان این سریال شباهت زیادی به سریال قدیمی مراد برقی دارد.

## بازیگران
- علیرضا خمسه
- حمیده خیرآبادی
- عليرضا محمدى آرا
- رضا ژیان
- ابراهیم‌آبادی
- الهام حمیدی
- مرتضی ضرابی
- افسانه چهره‌آزاد
- پوراندخت مهیمن
- اکبر دودکار
- مهری مهرنیا
- عزت‌الله مهرآوران
- شعبان رنگی‌وند
- مهوش صبرکن
- بهنوش بختیاری
- امیر مشهدی عباس

## عوامل تولید
- تهیه‌کننده: محمد صدری
- مدیر تصویر برداری: بهروز عابدینی
- آهنگساز: محمد مهدی گورنگی